# Фахріє Султан
Фахріє Султан (Тур. Fahriye Sultan; бл. 1590, Стамбул — після 1641) — османська принцеса. Дочка османського султана Мурада III, сестра Мехмеда III. 

## Біографія
Фахріє народилася в Стамбулі в 1590 році в родині османського султана Мурада III і Сафіє-султан; За деякими даними, у Фахріє було понад 50 братів і сестер, багато з яких померли в дитинстві; у Фахріє були повнорідні брати і сестри.
У 1595 році помер батько Фахріє і на трон зійшов старший з її братів, Мехмед III. Крім Мехмеда, до того моменту в живих залишалися ще 19 синів Мурада III, всі вони були страчені новим султаном. Зі сходженням на трон Мехмеда всі наложниці покійного султана, за винятком нової валіде — Сафіє-султан, були вислані в Старий палац. Фахріє теж була вислана з матір'ю, де залишалася аж до свого шлюбу в 1604 році. Сафіє-султан не цікавилася дочками чоловіка від інших наложниць, а найбільш політично вигідних діячів одружила зі своїми рідними дочками.
У 1603 році помер султан Мехмед III, і на троні опинився його тринадцятирічний син Ахмед I; в той же час в гаремі до влади прийшла мати Ахмеда I Хандан-султан. Ахмед обмежив політичний вплив матері, тому Хандан інтенсивно займалася справами гарему. За її ініціативою тіткам Ахмеда були підібрані чоловіки; так, в 1604 році Фахріє вступила в шлюб з губернатором Мосулом Чухадаром Ахмед-пашею. Шлюб Фахріє залишався бездітним, чоловік помер в 1618 році.

## Образ в кіно
У турецькому історичному телесеріалі «Величне століття. Нова володарка» роль Фахріє султан виконує акторка Гюльджан Арслан